# Ernesto Halffter
Ernesto Halffter Escriche (ur. 16 stycznia 1905 w Madrycie, zm. 5 lipca 1989 tamże) – hiszpański kompozytor.

## Życiorys
Brat Rodolfa. Uczył się gry na fortepianie od matki, w wieku 13 lat pisał już pierwsze własne kompozycje. Był uczniem Francisco Esbríego i Fernando Embera, a później Adolfo Salazara i Manuela de Falli. W 1924 roku został dyrygentem Orquestra Bética de Cámara. W 1928 roku poślubił portugalską pianistkę Alicię Cámarę Santos. Dyrygował też orkiestrą konserwatorium w Sewilli, a w latach 1934–1936 był jego dyrektorem. Po wybuchu wojny domowej opuścił Hiszpanię, w latach 1936–1960 mieszkał w Lizbonie. Od 1942 do 1952 roku był wykładowcą lizbońskiego Instituto Español. Występował gościnnie jako dyrygent w krajach Europy i Ameryki Południowej. W 1960 roku wrócił do Hiszpanii i osiadł w Madrycie, gdzie pracował jako doradca muzyczny telewizji hiszpańskiej. W 1973 roku został członkiem Królewskiej Akademii Sztuki Pięknych.
Odznaczony Krzyżem Wielkim Orderu Cywilnego Alfonsa X Mądrego (1963).

## Twórczość
W swojej twórczości kontynuował narodowy nurt w muzyce hiszpańskiej, łącząc neoklasyczne tendencje obecne w muzyce europejskiej z elementami iberyjskimi. Należał do grona bliskich współpracowników Manuela de Falli, po jego śmierci dokończył pozostawioną przez kompozytora w szkicach kantatę sceniczną Atlantyda. Oprócz silnych wpływów de Falli, w muzyce Halfftera widoczne są nawiązania do dorobku Strawinskiego, Ravela, a w późnym okresie twórczości także Poulenca. Jego własny język muzyczny nie ewoluował, po początkowych sukcesach kompozytor nie wyszedł już poza ustalone formy.

## Ważniejsze kompozycje
(na podstawie materiałów źródłowych)

### Utwory orkiestrowe
- Deux esquisses symphoniques: Paysage mort, La chanson du lanternier (1925)
- Sinfonietta D-dur (kilka wersji, 1923–1927)
- Nocturno (1928)
- Habanera (1931)
- Cavatina (1935)
- Amanecer en los jardines de España (1937)
- Rapsodia portuguesa na fortepian i orkiestrę (1940, nowa wersja 1951)
- Fantasie portugaise (1941)
- suita Dulcinea (1944)
- Koncert gitarowy (1969)

### Utwory kameralne
- Homenajes na trio smyczkowe (1922)
- Sonatina-fantazja na kwartet smyczkowy (1923)
- Kwartet smyczkowy (1923)
- Preludios románticos na 4 skrzypiec (1924)
- Suite de las Doncellas na 4 instrumenty dęte (1932)
- Fantasia española na wiolonczelę i fortepian (1953)
- Pastorales na flet i klawesyn (1973)

### Utwory fortepianowe
- Crepúsculos (1918)
- Danza de la pastora i Danza de la gitana (1927)
- Sonata D-dur (1934)
- Espagnolade (1937)
- Serenata a Dulcinea (1944)
- Preludio y danza (1974)
- Tiento na organy (1973)

### Utwory wokalno-instrumentalne
- Oraciones na chór a cappella (1935)
- Automne malade na sopran i 9 instrumentów, słowa Guillaume Apollinaire (1923)
- Canticum in memoriam P.P. Johannem XXIII na sopran, baryton, chór i orkiestrę (1964)
- Elegía en memoria de príncipe Pierre de Polignac na chór i orkiestrę (1966)
- Dominus pastor meus na głosy solowe, chór i orkiestrę (1967)
- Gozos de Nuestra Señora na chór i orkiestrę (1970)

### Opera
- La muerte de Carmen (przed 1936)

### Balety
- Sonatina (1928)
- El cojo enamorado (1955)
- Fantasia galaica (1956)
- mimodram Entr’acte (1964)